# Margarita Fullana
Margarita Fullana Riera, também conhecida como Marga Fullana (nascida em 9 de abril de 1972), é uma ciclista de montanha espanhola. É medalhista nos Jogos Olímpicos de Sydney 2000.